# Josef Held
Josef Held (* 10. Juni 1902 in Regensburg; † 30. September 1964 ebd.) war ein deutscher Verleger, Jurist und Politiker.

## Leben und Tätigkeit

### Frühe Jahre
Held wurde als ältester Sohn des damaligen Redakteurs des Regensburger Morgenblattes und Anzeigers und nachmaligen bayerischen Ministerpräsidenten Heinrich Held und seiner Ehefrau Maria, geb. Habbel, geboren.
Nach dem Besuch der Volksschule und des humanistischen Gymnasiums in Regensburg, das er im April 1922 mit dem Reifezeugnis verließ, studierte Held Rechtswissenschaft, Volkswirtschaft und Geschichte (je vier Semester) an den Universitäten München und Erlangen. Im März 1926 legte er in Erlangen das juristische Referendarexamen mit Erfolg ab. Anschließend absolvierte er den juristischen Vorbereitungsdienst, den er mit dem Assessorexamen abschloss. Während des Vorbereitungsdienstes war er u. a. beim Amtsgericht in Regensburg, beim Landgericht II in München und bei der Polizeidirektion München sowie in einer Rechtsanwaltspraxis beschäftigt.
1926 wurde Held mit einer staatsrechtlichen und geschichtlichen Arbeit über ein Thema zum Reichsrat an der juristischen Fakultät der Universität Erlangen zum Dr. jur. utr. et rer. pol. (Doktor beider Rechte) promoviert. Danach wurde Held im elterlichen Buch- und Zeitungsverlagsunternehmen im Verlagsfach ausgebildet. 1929 legte er eine zweite Dissertation über die Rhein-Main-Donau-Verbindung an der Universität Erlangen vor.
Ab 1930 war Held als Rechtsanwalt in München tätig. Zugleich war er von 1926 bis 1933 als Redakteur bei der Verkehrs- und Wirtschaftszeitschrift Die freie Donau beschäftigt.
1932 ließ Held sich als Rechtsanwalt in seiner Heimatstadt Regensburg nieder. Ende 1932 übernahm er zudem die Geschäftsleitung des seinen Eltern gehörenden Verlags- und Druckereiunternehmens Gebr. Held GmbH.

### NS-Zeit
Zur Zeit der nationalsozialistischen Machtübernahme vom 30. Januar 1933, in dessen Folge sein Vater im März 1933 als Ministerpräsident von Bayern abgesetzt wurde, befand sich Held auf einer Kur im Tessin.
Im Juni 1934 hielt Held sich anlässlich des auf drei Monate befristeten Verbotes der vom Verlag seiner Eltern veröffentlichten Zeitung in Berlin auf, um mit Regierungsstellen über eine Aufhebung des Verbotes zu verhandeln. Er gewann den Vizekanzler Papen als Vermittler. Infolgedessen geriet er fast in die Ereignisse der „Röhm-Affäre“ vom 30. Juni 1934, entging einer Verhaftung jedoch, da er sich entschloss, das Dienstgebäude Papens an diesem Tag nicht zu einem vereinbarten Termin aufzusuchen, nachdem eine ihm unbekannte Stimme am Telefon geantwortet hatte, als er seinen Termin bestätigen wollte. Die Dienststelle war an diesem Tag von einem SS-Kommando besetzt worden, das mehrere Mitarbeiter des Hauses exekutierte bzw. verhaftete.
Nach dem Tod seines Vaters im Jahr 1938 wurde Held auch Hauptgesellschaft des Verlages.

### Nachkriegszeit
1945 war Held Gründungsmitglied der CSU. 1949 gründete er den Regensburger Anzeiger als Tages-Anzeiger neu. 1951 gründete er die "Bayerischen Volksaktion".
1958 legte Held eine der ersten biografischen Studien über seinen Vater vor.

## Schriften
- Der Reichsrat, seine Geschichte, seine Rechte und seine Stellung nach der Reichsverfassung vom 11. August 1919, Gebr. Habbel, Regensburg 1926. (Dissertation)
- Die Rhein-Main-Donau-Verbindung in ihrer neuzeitlichen Entwicklung, Regensburg 1929. (Dissertation)
- Regensburg, Gebr Häbbel, Regensburg 1929.
- Die Grossschiffahrtsstrasse Rhein-Main-Donau, Regensburg 1929.
- Bayern und die Monarchie, s. l. 1956.
- Heinrich Held. Ein Leben für Bayern, 1958.